# فرجام‌خواهی فوق‌العاده
فرجام‌خواهی فوق‌العاده (انگلیسی: Extraordinary Appeal)یک روش تجدیدنظرخواهی استثنایی است که در برخی نظام‌های حقوقی، از جمله نظام حقوقی ایران، برای رسیدگی مجدد به احکام قطعی در موارد خاص پیش‌بینی شده است. این روش معمولاً زمانی استفاده می‌شود که حکم قطعی، خلاف قوانین اساسی یا شرع باشد، یا در صورتی که دلایل جدیدی برای نقض حکم ارائه شود که در دادرسی قبلی مطرح نشده بودند. فرجام‌خواهی فوق‌العاده معمولاً به یک مرجع قضایی بالاتر از مرجع صادرکننده حکم قطعی ارائه می‌شود و می‌تواند منجر به نقض حکم و ارجاع پرونده برای رسیدگی مجدد شود. این روش، یک ابزار استثنایی برای احقاق حق و اجرای عدالت در مواردی است که راه‌های عادی تجدیدنظرخواهی دیگر ممکن نیست.